# جنگل‌های مرطوب حاره‌ای پلی‌نزی مرکزی
جنگل‌های مرطوب حاره‌ای پلی‌نزی مرکزی (انگلیسی: Central Polynesian tropical moist forests) بوم‌ناحیه‌ای از نوع جنگل‌های پهن‌برگ مرطوب حاره‌ای و جنب‌حاره‌ای در پلی‌نزی است. این بوم‌ناحیه بخش شمالی جزایر کوک، جزایر لاین در کیریباتی و آب‌سنگ جانستون، جزیره جارویس، جزیره مرجانی پالمیرا و آب‌سنگ‌های کینگمن که متعلق به ایالات متحده است را در بر می‌گیرد.

## جغرافیا
همه جزیره‌های بوم‌ناحیه جنگل‌های مرطوب حاره‌ای پلی‌نزی مرکزی از نوع آب‌سنگ حلقوی هستند که جزایر کم ارتفاعی از ماسه مرجانی است که یک تالاب مرکزی را احاطه کرده است. هشت جزیره مرجانی مسکونی و نه جزیره غیرمسکونی در این بوم‌ناحیه وجود دارد.

## اقلیم
اقلیم این جزایر از نوع حاره‌ای است. دما در تمام طول سال گرم است و تغییرات فصلی کمی دارد. جزایر جنوبی و شمالی در کمربند بادهای بسامان قرار دارند و به‌طور منظم ۱٬۵۰۰ و ۳٬۰۰۰ میلی‌متر بارندگی سالانه دریافت می‌کند. جزایر واقع در عرض جغرافیایی ۵ درجه نسبت به استوا کمتر از ۱۰۰۰ میلی‌متر سالانه دریافت می‌کنند و خشکسالی‌های دوره‌ای دارند.